# Ximbinha
Ximbinha, nome artístico de Cledivan Almeida Farias (Oeiras do Pará, 12 de fevereiro de 1974), é um músico, produtor musical e compositor brasileiro. Ficou internacionalmente conhecido como guitarrista e empresário da Banda Calypso, grupo também formado por sua então esposa Joelma (1999–2015) e que tornou-se um dos recordistas em vendas de discos no Brasil.
A partir de 2015, ele passou a assinar seu nome artístico com a letra X, além de criar a banda XCalypso, que subsequentemente teve seu nome alterado para "Banda X". Em 2012, a revista musical Rolling Stone Brasil o listou entre os 30 maiores ícones brasileiros da guitarra e do violão (na cateroria Raízes Brasileiras). Além de ter sido premiado como "Guitarrista da Categoria Banda dos Sonhos" nos MTV Video Music Brasil.

## Biografia

### Primeiros anos
Cledivan começou a tocar guitarra ainda aos doze anos, influenciado por artistas de sua terra. Difundiu o ritmo brega pop, um derivado e refinado do brega, e reinventou o ritmo calipso. Aos dezoito anos já era o produtor musical mais conhecido de Belém, e pouco tempo depois se tornou o guitarrista de Roberto Villar.
Antes de se tornar o maestro e guitarrista da Banda Calypso, Chimbinha produzia e colocava seu som em CDs de outros artistas. “Unanimidade onipresente”. Assim foi definido pela revista Bizz, muito antes de se tornar amplamente conhecido pela crítica e pelo público. Já o antropólogo Hermano Vianna, numa entrevista à revista Trip, considerou o paraense como um dos melhores guitarristas do país, independentemente do ritmo que toca. hoje, a guitarra de Chimbinha é conhecida no Brasil e em alguns países da América latina.

### 1999-2015: Banda Calypso

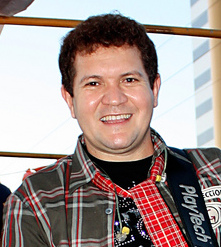
Ximbinha em 2009

Em 1999, Chimbinha e sua então esposa Joelma fundaram a banda Calypso, que conquistou notoriedade nacional. Sendo um grande produtor musical, ele conheceu a cantora Joelma Mendes na casa de um amigo, quando ela estava fazendo o repertório de uma música. A banda Calypso teve 16 anos de carreira, participou de discos de mais de 300 artistas e teve mais de 15 milhões de CDs vendidos em todo o Brasil. A banda, porém, teve seu fim em 2015, quando Joelma e Chimbinha se separaram.

### 2015—presente: Novos projetos
Com o fim da Banda Calypso, Ximbinha focou em um novo projeto: a Banda XCalypso. Inicialmente, escolheu Thábata Mendes como a vocalista principal. Entretanto, em 31 de janeiro, Thábata despediu-se da banda e voltou a seguir sua carreira solo. Ela afirmou ter tomado a decisão por divergências contratuais, pois ela queria ser a única vocalista da banda e Ximbinha queria colocar mais dois cantores. Thábata foi substituída por Léya Emanuelly e o paraense Gêh Rodriguez. O grupo anunciou sua terceira vocalista, Carla Maués, em 4 de fevereiro. No dia 12 de abril de 2017, Léya Emannuelly anunciou sua saída da banda. Uma nova vocalista foi anunciada para substituí-la, Michele Andrade. Alguns dias depois, no dia 8 de junho, a cantora Carla Maués anunciou sua saída e publicou um post na sua conta do Instagram agradecendo Ximbinha por ele ter acreditado em seu trabalho.
Em 2018 criou a banda Cabaré do Brega 100% Pará, projeto voltado para o Norte do país com diversos cantores paraenses como Kim Marques, Marcello Wall, Nelsinho Rodrigues, Edilson Moreno e a amapaense Jéssica Rodrigues que segue com o guitarrista até hoje. Ximbinha iniciou o novo projeto voltando com o nome Ximbinha e Banda com a vocalista Jéssica Rodrigues. Lançaram em novembro o sucesso "Arranquei a raíz", cujo vídeo oficial bateu mais de 1 milhão de visualizações no youtube em apenas dez dias. Ximbinha e Jéssica estão por toda a mídia divulgando o novo trabalho e iciciaram uma turnê de shows.

## Vida pessoal

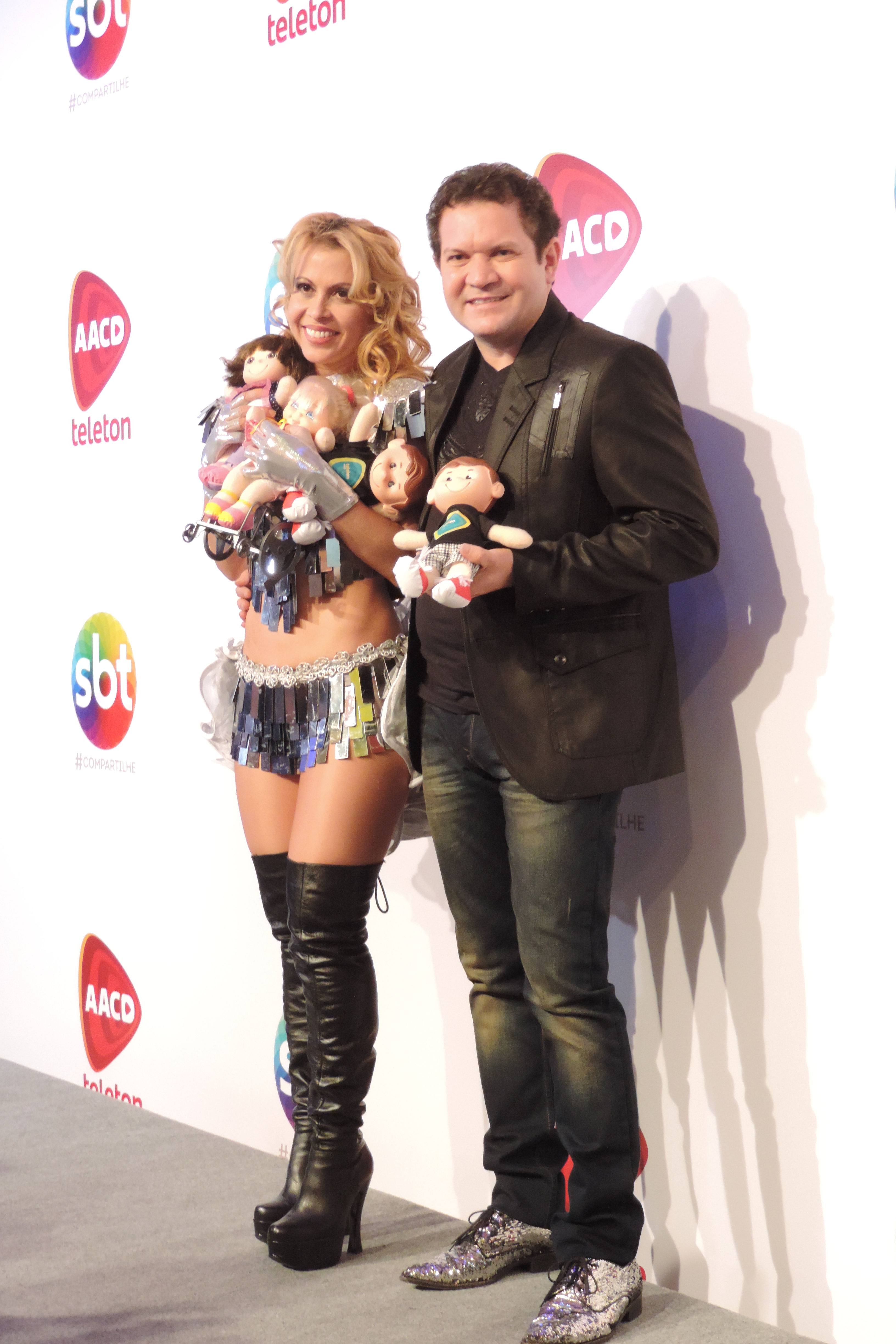
Ximbinha, ao lado de sua ex-esposa Joelma, no Teleton da AACD em novembro de 2014

Em 1998, Ximbinha conheceu a cantora Joelma Mendes na casa de um amigo em comum. A princípio, a cantora queria produzir o seu primeiro CD com um dos mais renomados produtores da capital Belém, com o nome artística de Joelma Lins. A pedido da própria Joelma, iniciaram um relacionamento. Após três meses de namoro eles foram morar juntos em Belém. Em 2003 mudaram-se para Recife, onde casaram-se oficialmente. Em 2004 nasceu a única filha do casal, Yasmin, de parto por cesariana na capital pernambucana. Em 2006, Ximbinha foi procurado pela tecladista Cláudia Juliana Moia, pedindo para que ele reconhecesse a paternidade da filha dela. Após processo judicial, o teste de DNA realizado teve resultado positivo, e, mesmo recorrendo, o artista teve que registrar a menina, que nasceu em 23 de agosto de 1999, enquanto ele era casado com Joelma. Em entrevistas, o artista revelou ter mantido um caso extraconjugal com a tecladista, mas que se arrependeu e terminou tudo, mas não sabia da gravidez da ex-amante. Cláudia se defendeu, informando que teve medo de revelar a gestação na época, e Ximbinha tomar a guarda ou pedir para que ela fizesse um aborto, e que só decidiu procurar ele pois a filha pedia para conhecer o pai.
Em fevereiro de 2009, Ximbinha seria pai pela segunda vez, mas sua então esposa Joelma sofreu um aborto espontâneo em fevereiro daquele ano. No dia 26 de outubro de 2009, Joelma e Ximbinha receberam o Título de Cidadão Pernambucano. A comenda foi proposta pelo deputado Nelson Pereira (PCdoB). O 2º vice-presidente da Mesa Diretora, deputado Antônio Moraes (PSDB), coordenou a solenidade e destacou a importância do Estado para o início da carreira artística. "Há vários anos com residência no Recife e com diversos empreendimentos ligados a área musical, Joelma e Ximbinha têm contribuído para a rica cultura pernambucana", enfatizou Pereira.
Em 19 de agosto de 2015, depois de 18 anos de casados, eles anunciaram a separação e, em 9 de novembro de 2015, foi assinado o divórcio em Recife. A situação foi tão tensa que Joelma chegou a fazer várias acusações contra o ex-marido, que incluiam agressão, e conseguiu uma liminar da justiça para que ele mantivesse distância, e que não pudesse se apresentar em shows que a banda ainda tinha de cumprir até o fim da agenda naquele ano. A filha de Joelma, Natalia Sarraff, também entrou na briga, acusando o padrasto de assédio. Ximbinha, porém, desmentiu as acusações, afirmando serem "informações deturpadas e inverídicas que visam unicamente prejudicar sua imagem num momento de renovação profissional". Quanto à acusação de ter traído a ex-esposa, o guitarrista admitiu e justificou o excesso de trabalho para o desgaste na relação. Em junho de 2016, uma foto de Ximbinha com a pivô de sua separação com Joelma, Karen Kethelyn, foi divulgada na internet, gerando rumores sobre a vida sentimental do músico. Em 2018, foi divulgado na mídia que ele havia se casado com Karen, porém foi desmentido pela assessoria do músico, que confirmou apenas que eles estão morando juntos.

## Discografia

### Solo
- Guitarras Que Cantam (1998)

## Prêmios e indicações

### MTV Video Music Brasil
| Ano  | Categoria                                 | Indicação | Resultado | Ref. |
| ---- | ----------------------------------------- | --------- | --------- | ---- |
| 2008 | Guitarrista da Categoria Banda dos Sonhos | Ximbinha  | Venceu    |      |